# 奥布 (奥恩省)
奥布（法語：Aube，法語發音：[ob] ⓘ）是法国奥恩省的一个市镇，位于该省东部偏北，属于莫尔塔涅欧佩什区。

## 地理
奥布（48°44'23"N, 0°32'48"E）面积5.74 平方千米，位于法国诺曼底大区奧恩省，该省份为法国西北部内陆省份，北起顺时针与卡爾瓦多斯省、厄尔省、厄尔-卢瓦省、萨尔特省、马耶讷省和芒什省接壤。
与奥布接壤的市镇（或旧市镇、城区）包括：赖镇、博费、布勒泰勒、埃科尔塞、勒梅尼勒贝拉尔、里勒河畔圣伊莱尔。

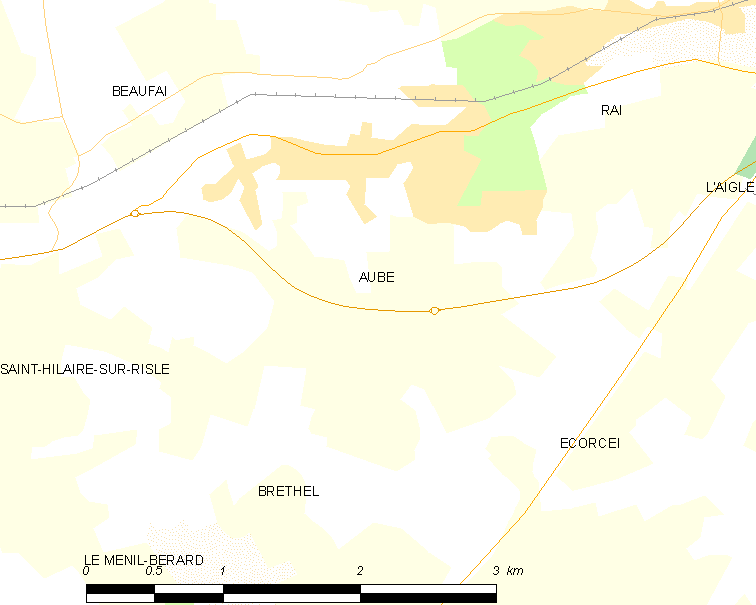
的OSM定位图

奥布的时区为UTC+01:00、UTC+02:00（夏令时）。

## 行政
奥布的邮政编码为61270，INSEE市镇编码为61008。

## 政治
奥布所属的省级选区为赖村县。

## 人口

1962-2008年间人口变化图示

奥布于2022年1月1日时的人口数量为1249人。